# Lirceolus pilus
Lirceolus pilus là một loài chân đều trong họ Asellidae. Loài này được Steeves miêu tả khoa học năm 1968.